# Marie et les Garçons
Marie et les Garçons est un groupe français de new wave et de mutant disco formé en 1976 à Lyon. Lorsque Marie Girard quitte le groupe, celui-ci poursuit sa trajectoire sous le nom de Garçons.

## Histoire
1975, le groupe s'appelle alors Femme Fatale, il est composé de  Marie Girard (1956 - 6 aout 1996) (chant), Patrick Vidal (né en 1956) (basse, chant), Erik Fitoussi (guitare), Christian Faye (guitare), Philippe Girard (batterie), tous scolarisés au Lycée Saint-Exupéry à Lyon. Le groupe joue Velvet Underground, Roxy Music, ou encore The Seeds.
Après quelques mois, Philippe Girard quitte le groupe et est remplacé par sa sœur Marie. Patrick Vidal prend alors le chant et le bassiste Jean Marc Vallod rejoint le groupe. Selon les conseils de Marc Zermati de Skydog Records, le groupe devient Marie et les Garçons. Christian Faye quitte le groupe quelque temps après.
Juin 1977, le groupe est invité par Marc Zermati à donner un premier concert au festival punk de Mont-de-Marsan.
Les démos du groupe sont écoutées par Michel Esteban, fondateur du concept store parisien Harry Cover, qui décide de les signer sur son nouveau label Rebel Records. Mais c'est au tour de Vallod de quitter le groupe ; il sera remplacé par le bassiste Jean-Pierre Charriau. Le premier single du groupe Rien à dire est produit par Michel Esteban et écrit par Vidal et Fitoussi, comme la majorité de leur titres. Rien à Dire sort en Décembre 1977.
Michel Esteban fait écouter les démos à John Cale qui propose alors de produire le groupe à New York.
En mars 1978, ils enregistrent un nouveau single à New York Attitudes / Re-Bop avec John Cale au piano et au marimba. Le titre sort en France sur le label Rebel Records (Esteban), et sur SPY Records (Cale), aux États-Unis.
Le groupe joue également au CBGB en première partie de X-Ray Spex, avant de retourner à Paris où ils joueront en première partie de Patti Smith et des Talking Heads au cours de la même année.
Plus tard en 1978, Re-Bop est pressé avec une version live enregistré à l'Olympia de Rien à Dire en face B (terminant par un medley disco fait de samples comme Macho Man des Village People) et sort en single sur ZE Records, le nouveau label New Yorkais formé par Michel Esteban et Michael Zilkha (en),,.
Le groupe s'arrête quelques mois, le temps que Erik Fitoussi, Patrick Vidal et Jean-Pierre Charriau finissent leur service militaire.
À leur retour, Esteban et Vidal donnent une direction mutant disco à la musique de Marie et les Garçons. Alors qu'ils enregistrent leur premier album à New York, Marie Girard quitte le groupe et retourne en France. Le groupe s'appelle désormais "Les Garçons" .
Leur album Divorce sort en Mars 1979 avec une nouvelle version de Re-Bop et le single French Boy. Mais il n'a aucun succès commercial.
En 1979, ils font une tournée en France avec un line-up composé de Jimmy Young (batterie), Eric Melon (guitare), Allan Wentz (claviers), Cardona (percussions), trois cuivres et deux chanteurs.
Vidal quitte alors le groupe, Fitoussi, Charriau et Melon continueront avec Chris Levrat (claviers) sur une courte tournée européenne début 1980,.

## Carrières et reformations
Marie Girard rejoint le groupe Electric Callas, et sort également un single solo Les Indiens en 1983. Elle travaillera plus tard comme décoratrice et habilleuse. Fitoussi et Charriau forment le groupe Tabou.
Jean-Marc Vallod, après un passage dans Electric Callas, part à New York et rencontre la chanteuse américaine Jane Honicker avec laquelle il forme le groupe Soma Holiday. Chauffeur de taxi pour assurer le quotidien, il rencontre dans son yellow cab le producteur franco-irlandais Eric Dufaure (Cachalot Records) avec lequel le duo enregistrera 3 titres. Le titre Shake your molecules fera le buzz en 1984 dans les clubs et sur le réseau des college radios américains, et un EP sortira en France sur le label de Gérard Nguyen (manager de Kas Product), les Disques du Soleil et de l'Acier.
Patrick Vidal enregistre l'album Paolino Parc en 1983 avec Franck Darcel et le groupe Octobre, ainsi qu’un single avec Darcel L'Océan en 1987 sous le nom de Senso. Il forme alors Discotique et Sutra avec Thomas Bourdeau avant de devenir DJ résident dans plus clubs parisiens et londoniens. Il compose également des titres pour des magasins et des défilés de mode,.
La compilation 76-77 sort en 1987. Marie et les Garçons se retrouvent en 1987 pour ré-enregistrer Re-Bop et faire de la scène en 1988 et en 1990, ainsi que pour enregistrer un titre sur l'album de Patrick Vidal Histoires d'aventures sorti en 1990 chez New Rose.
Marie Girard décède d'une rupture d'anévrisme en 1996 à l'âge de 40 ans,.
En 2011 Patrick Vidal reforme le projet Garçons Mutant Disco, lors de la soirée Discovery au Rex Club (Paris) Entouré de Steve Jones (a man called Adam) aux claviers et samples, Lawrence Wasser à la batterie, Nicolas Kantorowicz (Sporto Kantes) à la basse pour une relecture de l'album Divorce sur scène, Dj Roussia et Lady Bird sont aux chœurs; après un accueil chaleureux, ils sont bookés à la soirée de Julie tippex dance en ouverture du groupe New new-yorkais ESG au lieu unique à Nantes en septembre 2011.
Le groupe se produit encore en 2015, et s'est enrichi de nouveaux musiciens tels Thomas Florin, Stanislas de la Fuzz (Stanislas de Miscault), Nico Kantes (de Sporto Kantes) et le guitariste expérimental Dom Wisniewski.
Jean-Pierre Charriau fait quant à lui une carrière remarquée dans l'informatique de recherche, en contribuant au développement des logiciels  Prospéro et Marlowe, basés à l'EHESS

## Discographie
Singles sous le nom de Marie et les Garçons
- Rien à dire / À bout de souffle / Mardi Soir (1977, Rebel)
- Attitudes / Re-Bop (1978, Spy)
- Re-Bop / Attitudes / Rien à dire (1979, ZE)

Singles sous le nom de  Garçons
- French Boy" / French Boy (reprise)  (1979, ZE)
- Re-Bop / Bop electronique'  (1979, ZE)
- Re-Bop (Electronique)/ P4 n°1  (1980, ZE-Island)
- Les Deux Amants / Dans Quelques Minutes  (1980, ZE-Cel)
- Amicalement Vôtre / Les Globetrotters (1980, ZE-Cel)

Album sous le nom de  Garçons
- Divorce (1979, ZE)

Album sous le nom de Marie et les Garçons
- Marie et les Garçons (1980, ZE-Cel)